# Фредеріка Генрієтта Ангальт-Бернбурзька
Фредеріка Генрієтта Ангальт-Бернбурзька (нім. Friederike Henriette von Anhalt-Bernburg, 24 січня 1702 — 4 квітня 1723) — принцеса Ангальт-Бернбурзька з династії Асканіїв, донька князя Ангальт-Бернбургу Карла Фрідріха та графині Софії Альбертіни Сольмс-Зонненвальдської, дружина князя Ангальт-Кетену Леопольда.

## Біографія
Народилась 24 січня 1702 року у Бернбурзі. Була шостою дитиною та четвертою донькою в родині спадкоємного принца Ангальт-Бернбургу Карла Фрідріха та його першої дружини Софії Альбертіни Сольмс-Зонненвальде. Мала старшого брата Віктора Фрідріха та сестер: Єлизавету Альбертіну, Шарлотту Софію й Августу Вільгельміну. Ще один брат помер немовлям до її народження.

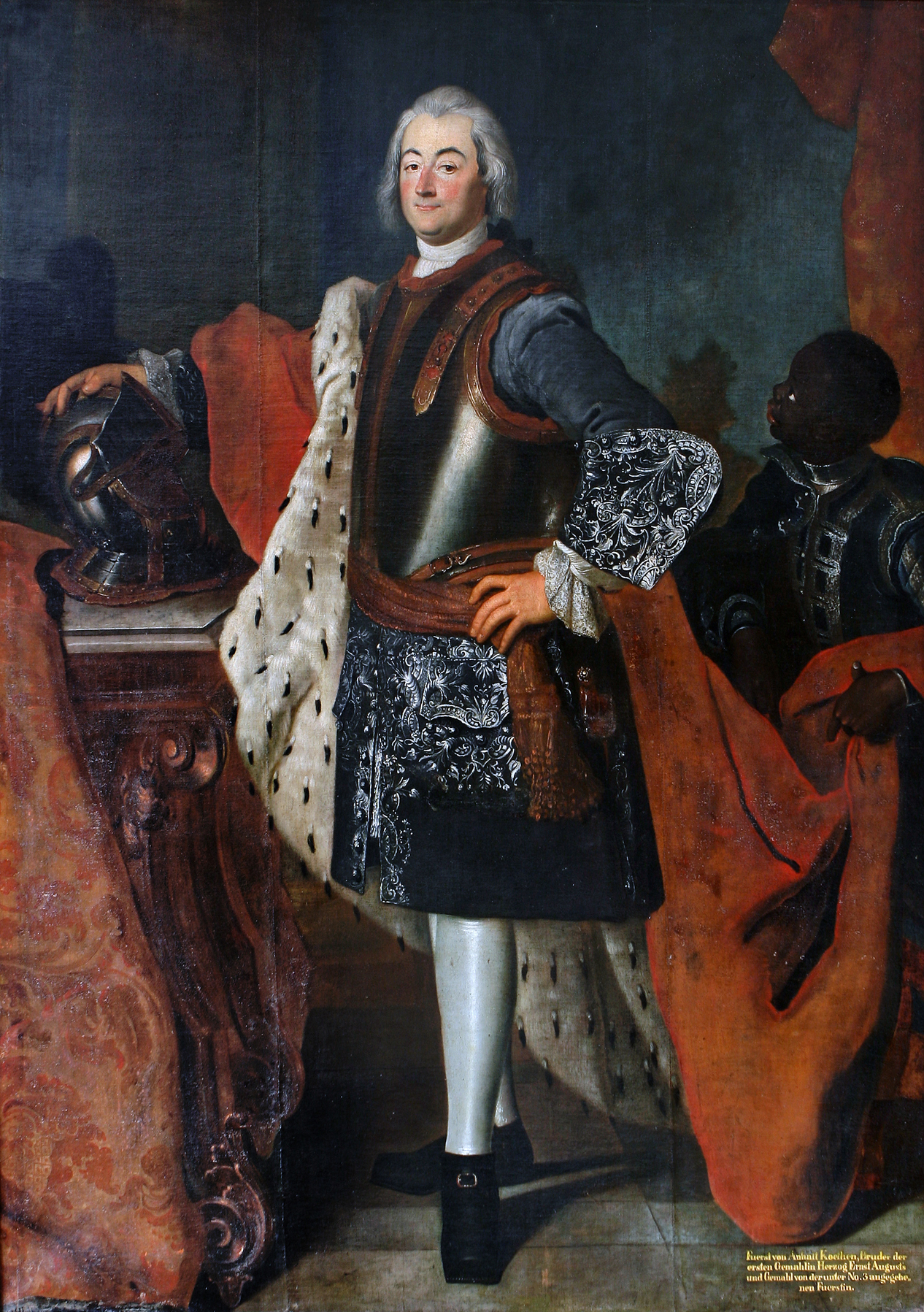
Портрет Леопольда Ангальт-Кетенського

У 6-річному віці втратила матір. Батько вдруге узяв таємний морганатичний шлюб із Шарлоттою Вільгельміною Нюсслер. Від цього союзу у принцеси з'явилося двоє молодших єдинокровних братів. У 1718 році Карл Фрідріх став правлячим князем Ангальт-Бернбургу.
У 19 років Фредеріка Генрієтта одружилася з 27-річним князем Ангальт-Кетену Леопольдом. Весілля відбулося 11 грудня 1721 у Бернбурзі. У подружжя народилася єдина дитина. 
На відміну від чоловіка, княгиня майже зовсім не цікавилася музикою. Маючи слабке здоров'я, померла від хвороби легень навесні 1723 року. Була похована у кірсі Святого Якоба у Кетені.

## Родина
Чоловік  —  Леопольд Ангальт-Кетенський
Діти:
- Гізела Агнеса (1722—1751) — дружина князя Ангальт-Дессау Леопольда II, мала семеро дітей.